# Cộng đồng bảo tồn
Một cộng đồng bảo tồn là một nhóm các cá nhân và gia đình sống trong một cộng đồng cam kết cứu các vùng đất lớn khỏi sự suy thoái sinh thái. Đất này có thể là đất rừng, đất nông nghiệp, đất nông trại hoặc bất kỳ loại đất nào khác cần được bảo vệ khỏi sự phát triển có tác động lớn.

## Một cộng đồng bảo tồn là gì?
Cộng đồng bảo tồn là mô hình phát triển cộng đồng bền vững, một cách tiếp cận mới để phát triển cung cấp các lựa chọn thay thế cho các hình thức phát triển thông thường.